# كرسو
كرسو (بالمسمارية: 𒄈𒋢𒆠) هي مدينة سومرية تقع على بعد 25 كلم شمال شرق مدينة لكش، وعلى بعد 60 كلم شمال مدينة الناصرية، في محافظة ذي قار، وتسمى حاليا بتل تلو.

## التاريخ
بنيت مدينة كرسو خلال فترة العبيد قبل (5300-4800 ق م) وبدأت أولى السلالات فيها قبل حوالي (2900-2335 ق م)، خلال عصر الملك كوديا، خلال عصر سلالة لكش الثانية، والتي أصبحت عاصمة مملكة لكش، وايضاً تعتبر مدينة دينية لمملكة لكش، وهي مدينة ذات قوة سياسية واقتصادية خلال حكم سلالة لكش، وخلال عهد سلالة أور الثالثة أصبحت مدينة مهمة، ولكن بعد سقوط سلالة أور انخفضت اهميتها لفترة، لكنها عادت الى تلك الاهمية بعد 200 سنة.
وفي ديسمبر 2021 عثرت البعثة البريطانيّة العاملة في مدينة كرسو على ألواحٍ طينيةٍ نقشت عليها نصوصٌ مسمارية باللغة السومرية، وأختامٌ أسطوانية تعود لعصر فجر السلالات الأولى الذي بدأ سنة 2800 قبل الميلاد، واستمرّ لمدة ستة قرون متتالية. وأيضاً العثور على أول ناظم للمياه يقع على نهرٍ يشقّ مدينة كرسو، وفوق هذا الناظم أنشئ أيضاً أوّل جسرٍ لعبور المشاة في التاريخ، وكان تقريباً قبل 2400 سنة قبل الميلاد، أي في منتصف الألف الثاني قبل الميلاد.

## معرض الصور

### مصنوعات بفترة العبيد الرابعة (4700-4200 قبل الميلاد)

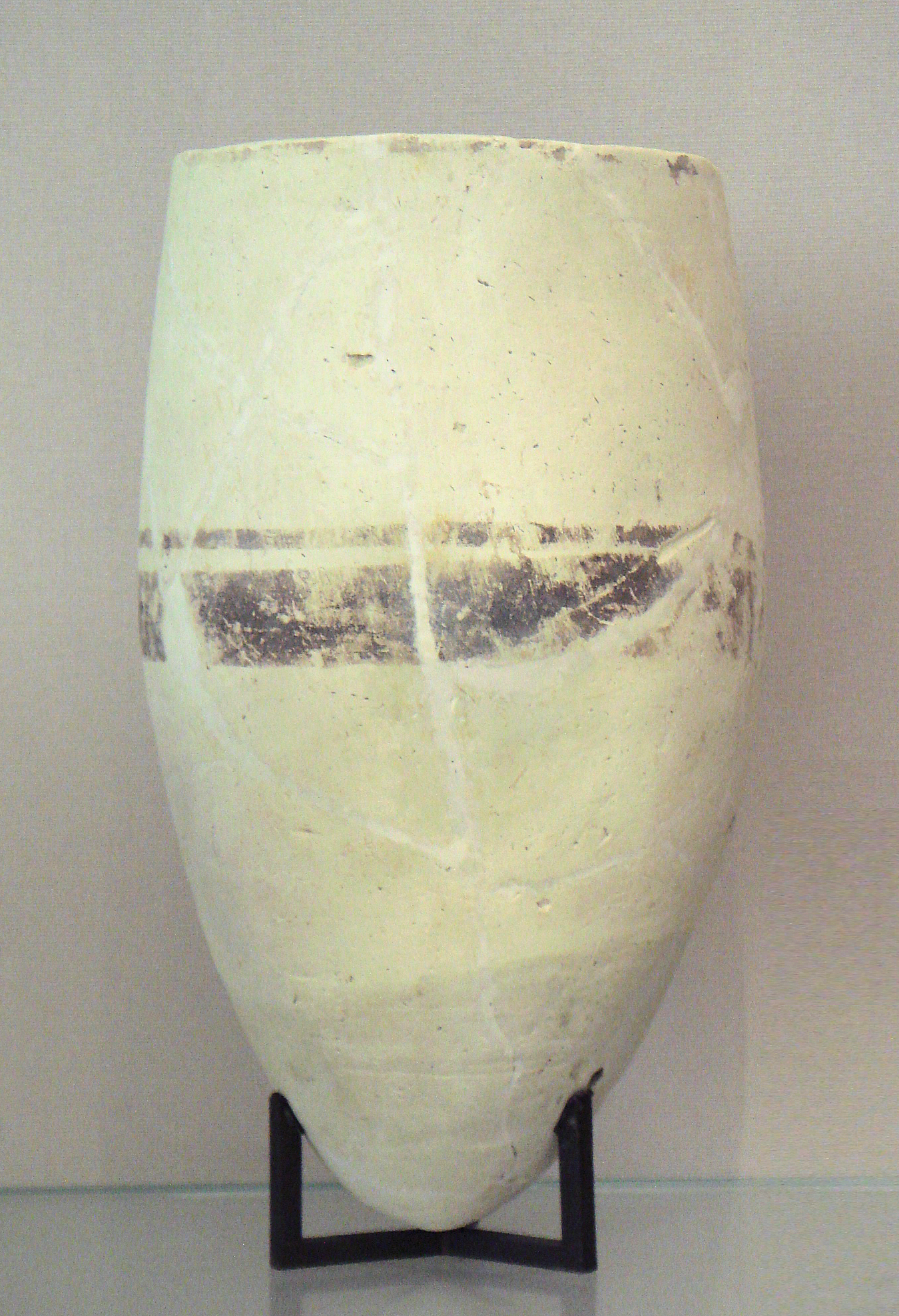
فترة العبيد الرابعة غوبليت من الفخار، 4700-4200 قبل الميلاد، تلو، كرسو القديمة، متحف اللوفر.
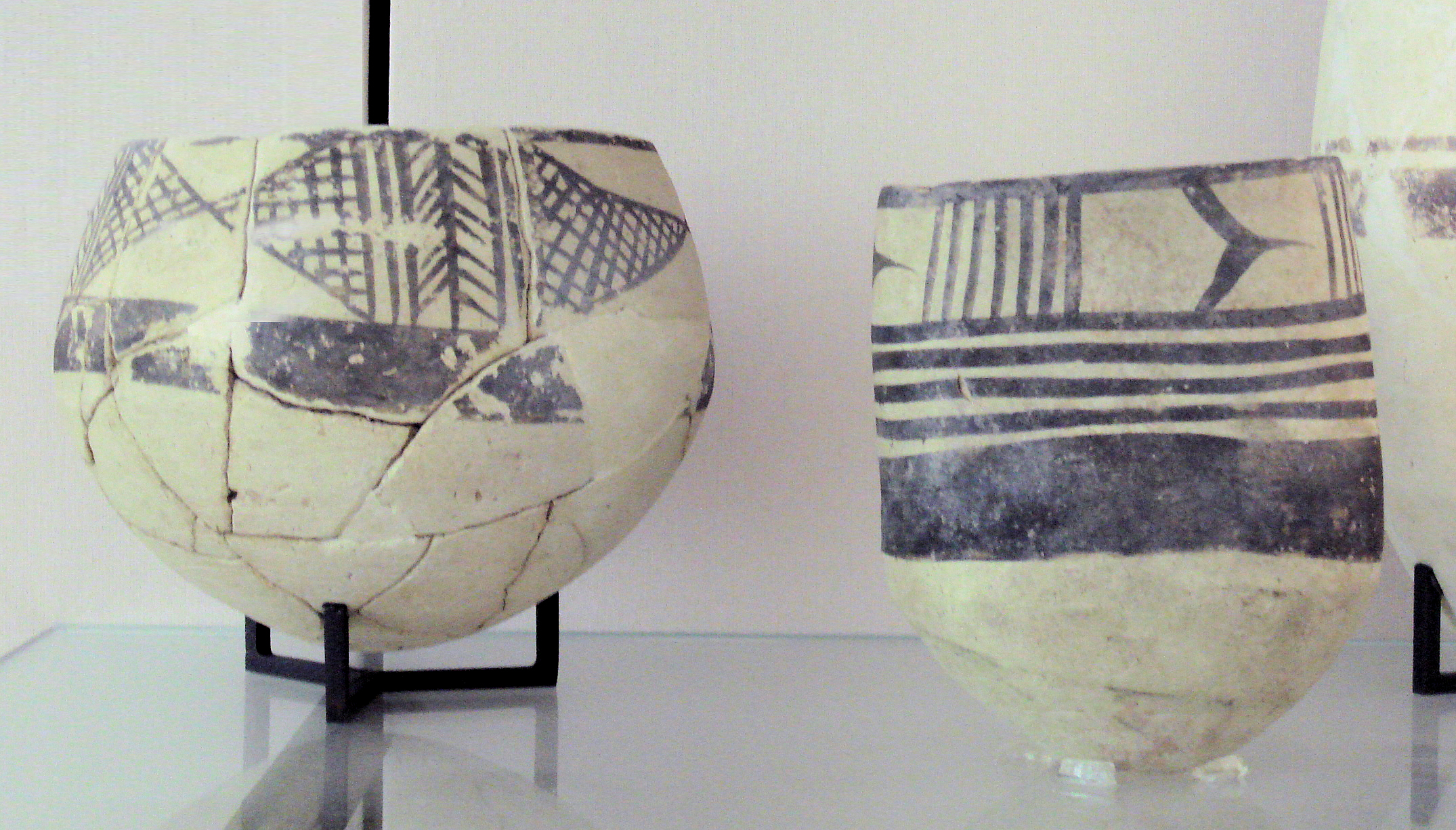
جرات فخارية في فترة العبيد 4700-4200 قبل الميلاد، تلو، كرسو القديمة، متحف اللوفر.
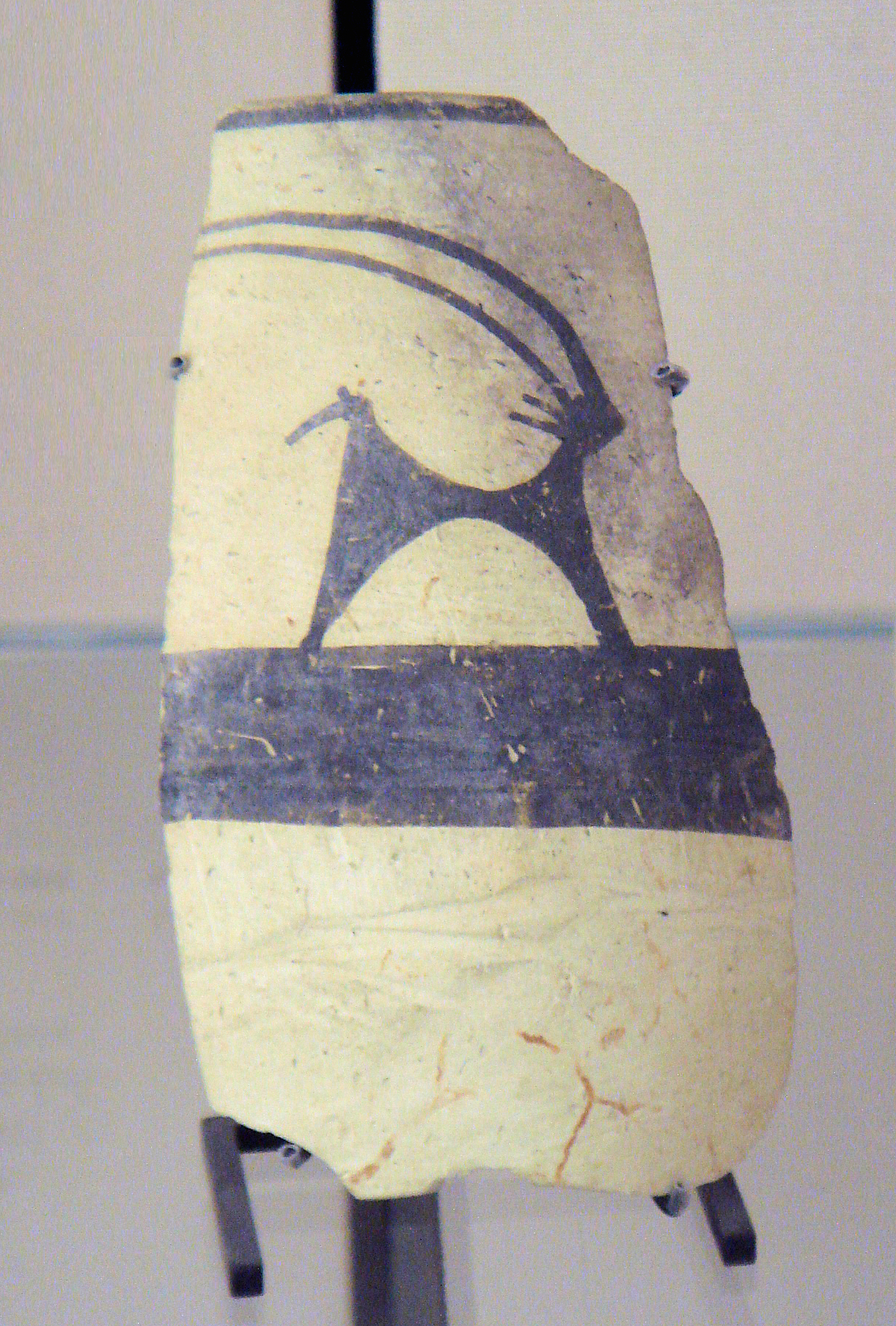
فخار من فترة العبيد 4700-4200 قبل الميلاد، تلو، كرسو القديمة، متحف اللوفر AO 15338.
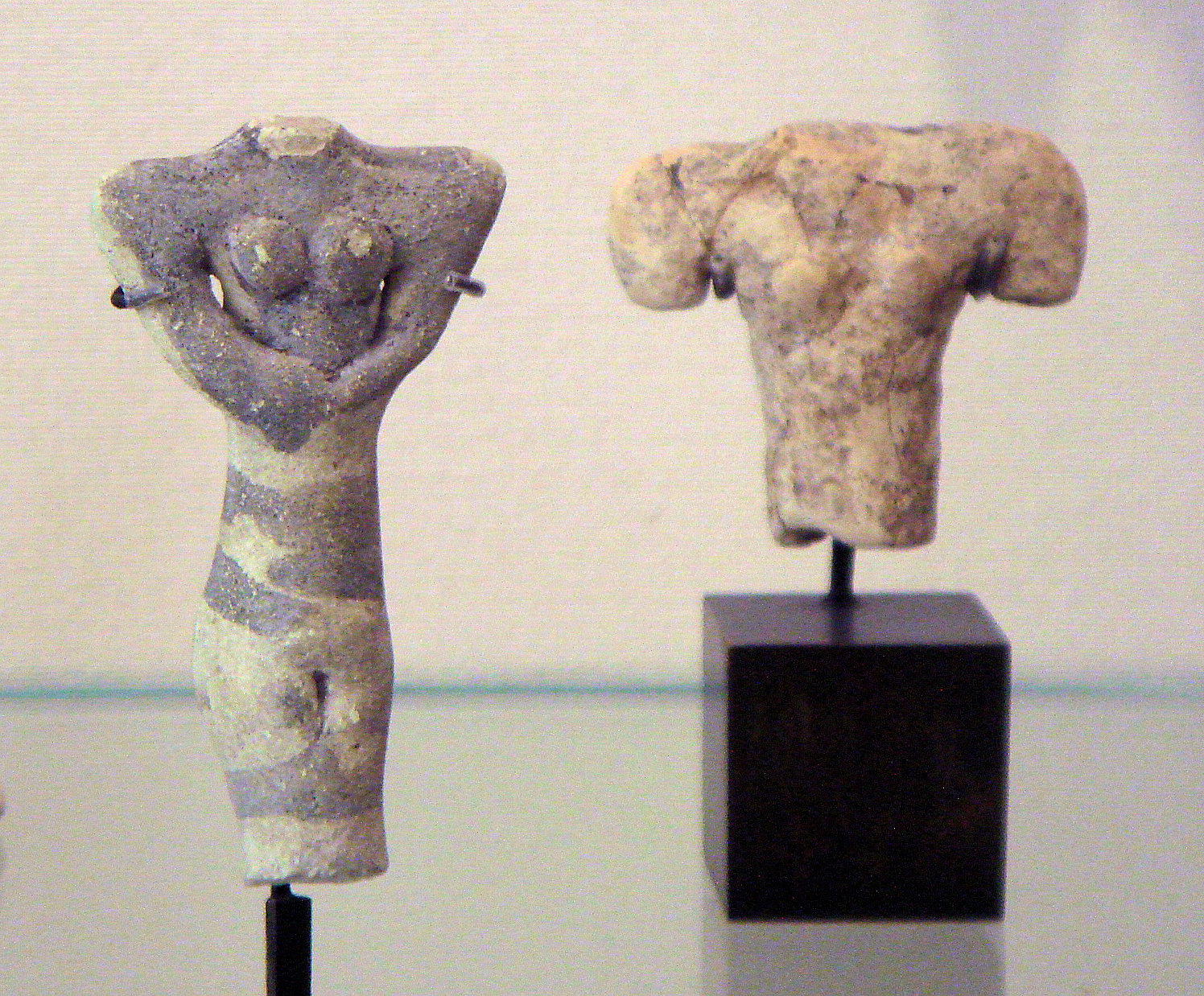
التماثيل الأنثوية، تلو، كرسو القديمة، 4700-4200 قبل الميلاد، متحف اللوفرAO15327.

### القطع الأثرية في فترة أوروك (4000 - 3100)

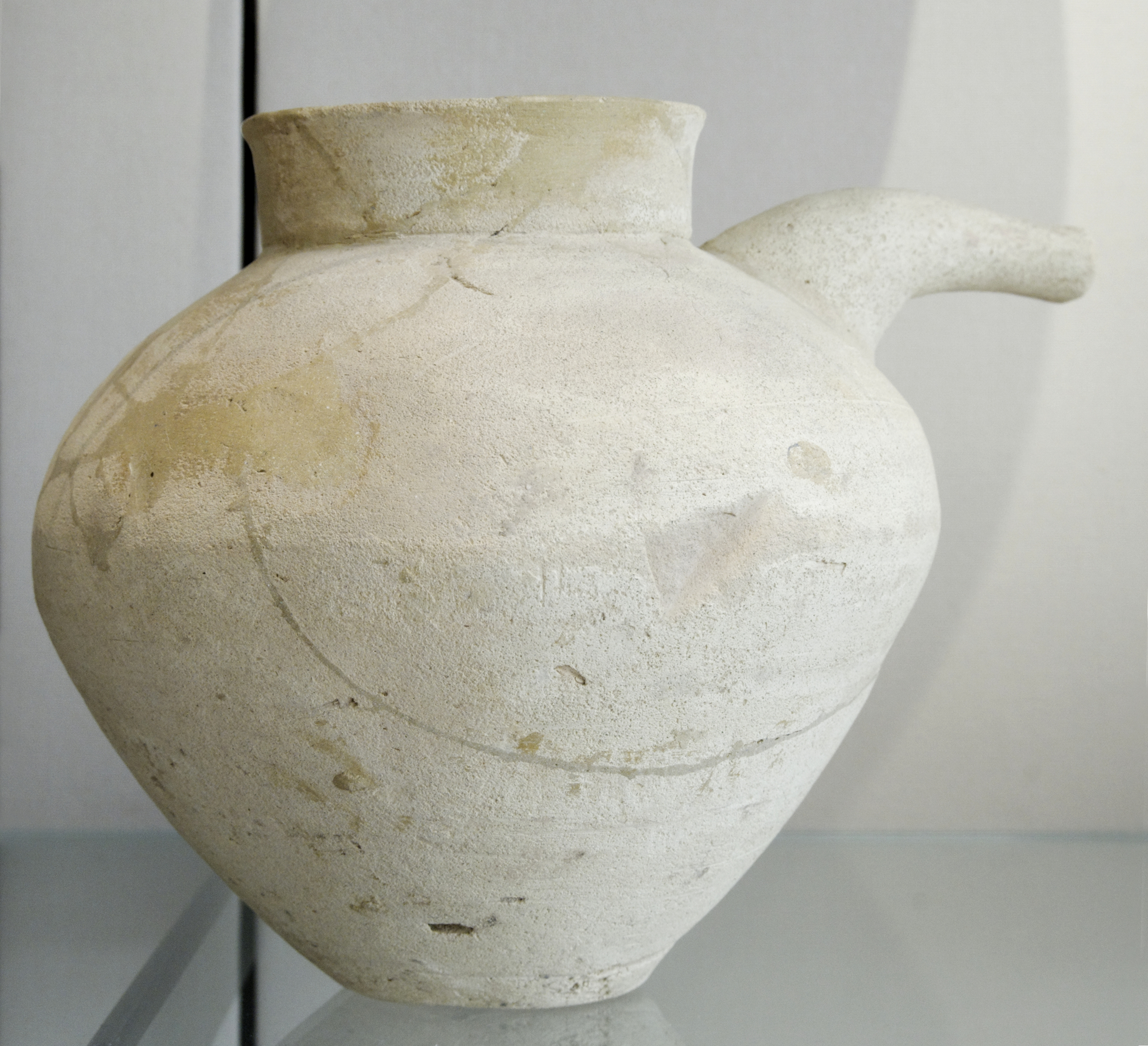
إناء من الطين، مدينة كرسو القديمة، متحف اللوفر.
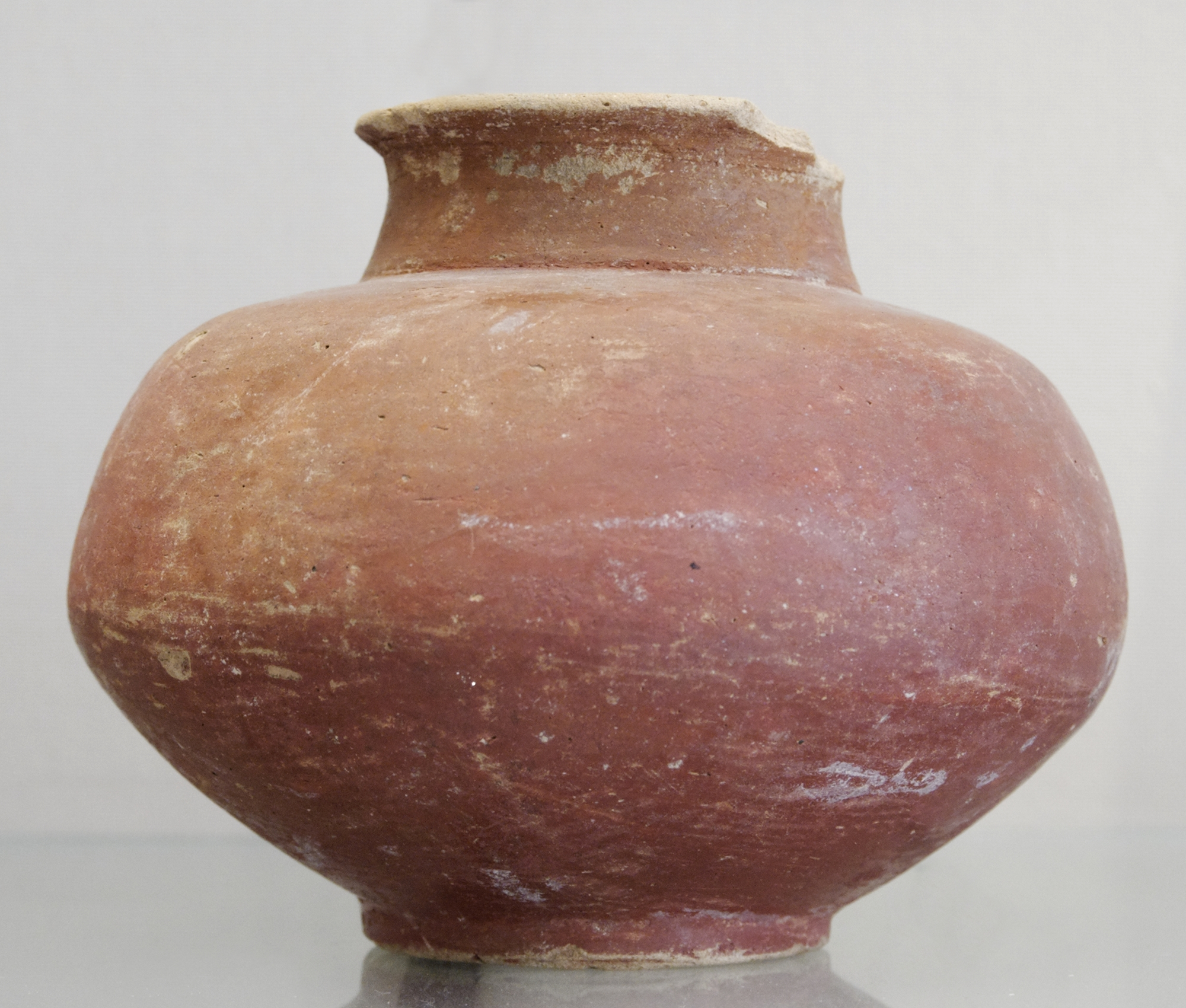
مزهرية من الطين، كرسو القديمة متحف اللوفر.
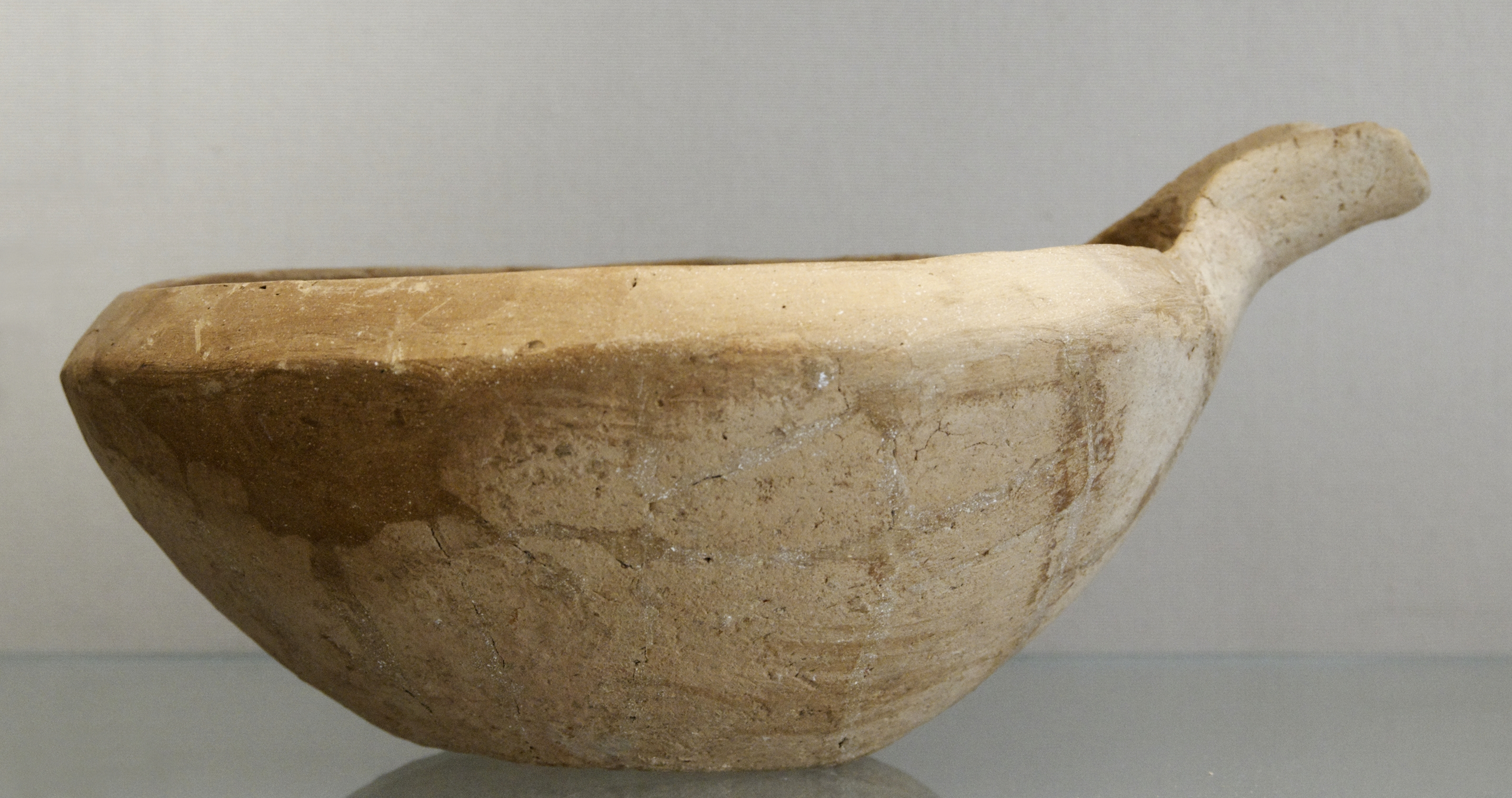
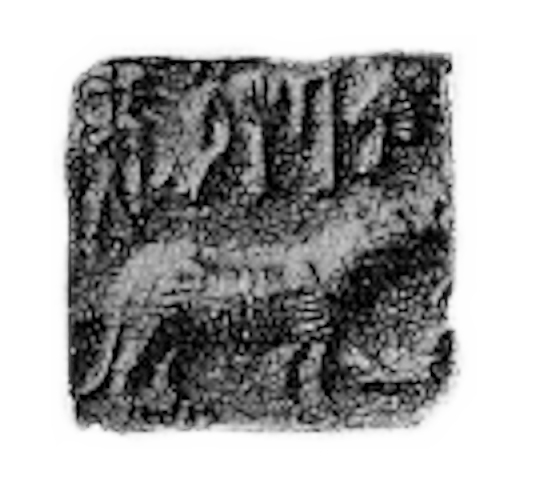
طبعة ختم السند في تل تلوح.

### تحف أثرية في كرسو (الألفية الثالثة قبل الميلاد)

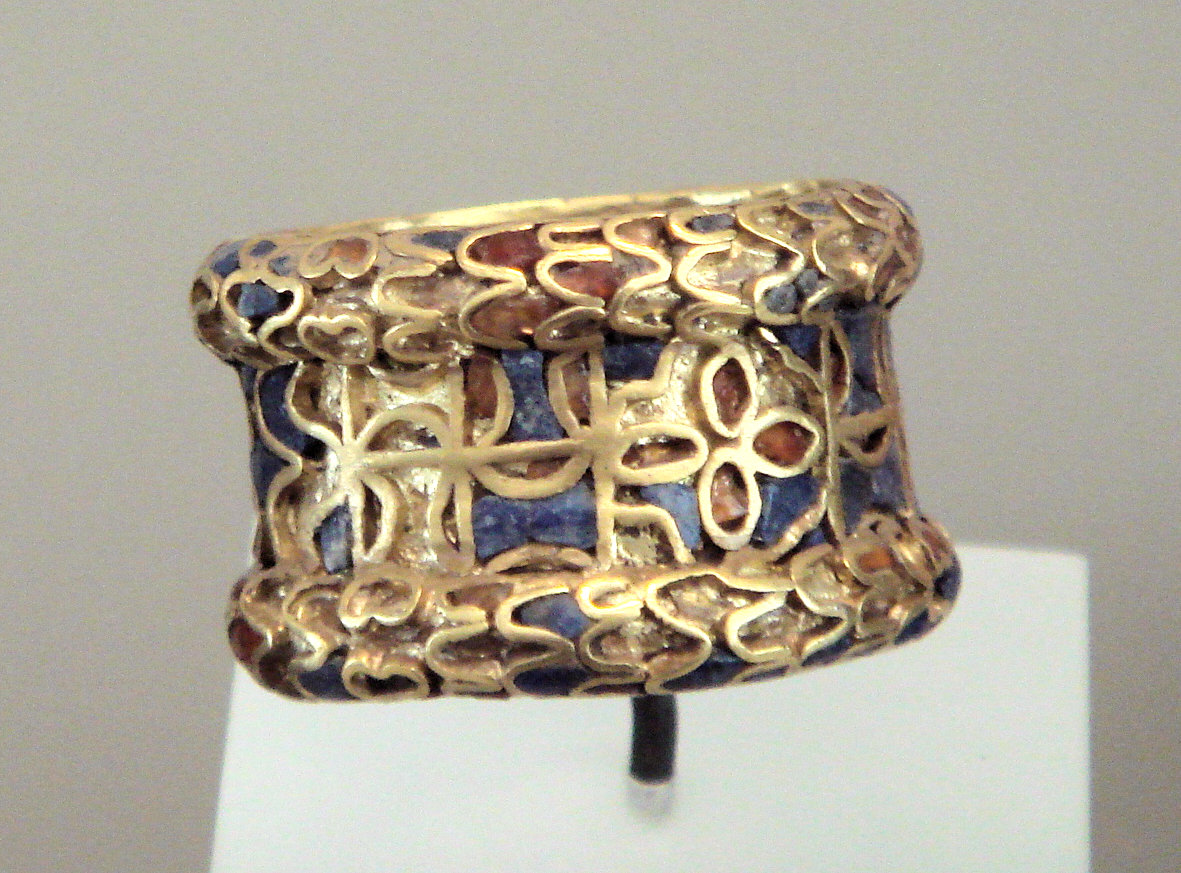
خاتم من الذهب، كرسو القديمة، منتصف الألفية الثالثة قبل الميلاد، متحف اللوفر.
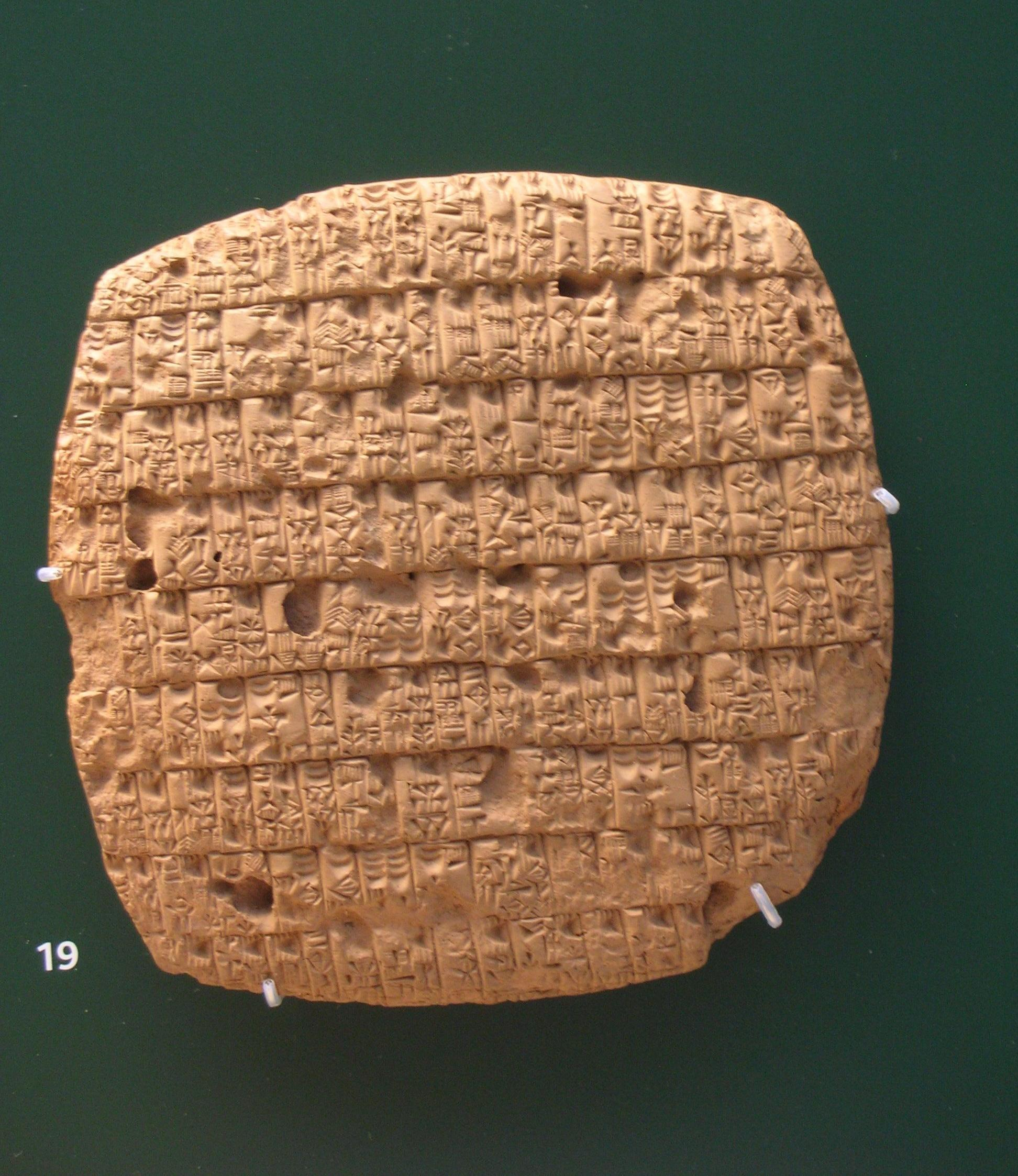
مسلة لوح من الطين، كرسو، العراق، المتحف البريطاني، لندن.
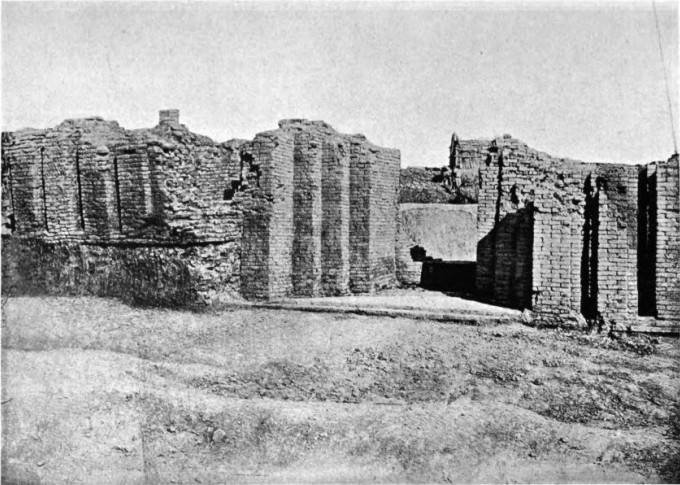
باب تل تلوح